# Palmeira d'Oeste
Palmeira d'Oeste är en kommun i Brasilien.   Den ligger i delstaten São Paulo, i den södra delen av landet, 600 km sydväst om huvudstaden Brasília. Antalet invånare är 9 584. Arean är 319 kvadratkilometer.
Terrängen i Palmeira d'Oeste är platt.
Omgivningarna runt Palmeira d'Oeste är huvudsakligen savann. Runt Palmeira d'Oeste är det glesbefolkat, med 15 invånare per kvadratkilometer.